# Pyrgi (Etrurië)
Pyrgi (Oudgrieks: πύργοι, 'torens') was in de oudheid de haven en emporium van de Etruskische stad Caere (Zuid-Etrurië), het tegenwoordige Cerveteri. De locatie, tegenwoordig in Latium, wordt thans ingenomen door de burcht van Santa Severa. De Etruskische naam is tot nog toe niet bekend. De overblijfselen van de verdedigingsmuur bestaan uit veelhoekige blokken kalksteen en zandsteen, met grote precisie samengevoegd. De muur omvat een rechthoekig gebied van ca. 200 m breed en 220 m lang.

## Geschiedenis
Pyrgi werd in 1957 tijdens systematische opgravingen ten zuiden van de burcht van Santa Severa gevonden. Daarvoor was de plaats alleen uit antieke bronnen bekend (Herodotus, Diodorus Siculus, Strabo). In datzelfde jaar begon ook het eerste van tot nu toe circa 30 opgravingsprojecten onder Massimo Pallottino en Giovanni Colonna. Het heiligdom van de stad, dat vermoedelijk aan Leukothea gewijd, door de Etrusken Uni genoemd en door de Carthagers Astarte, bezat een bekendheid die de regio ver overschreed. De vroegste sporen wijzen op een start van bewoning in de late 7e eeuw v.Chr.; sinds dat begin bestaat vermoedelijk ook het heiligdom, dat bij de eerste opgravingen blootgelegd werd. In 1983 zag echter zuidelijk van het bekende heiligdom een tweede het daglicht, die voornamelijk uit altaren bestond. Pyrgi was door een 10m. brede en bijna 13 km lange straat met de moederstad Caere verbonden. In 384 v.Chr. werd de stad door Dionysios I van Syracuse geplunderd. Aan het begin van de 3e eeuw v.Chr. werd ten noordwesten van het heiligdom aan een kaap een Romeinse militaire kolonie gesticht, waar in de middeleeuwen de burcht van Santa Severa overheen werd gebouwd. De heilige plaats bestond echter nog tot de 1e tot 2e eeuw n.Chr. In het Romeinse Keizerrijk veranderde Pyrgi in een vissersdorp, waar later vele villa's als zomerverblijf gebouwd werden.

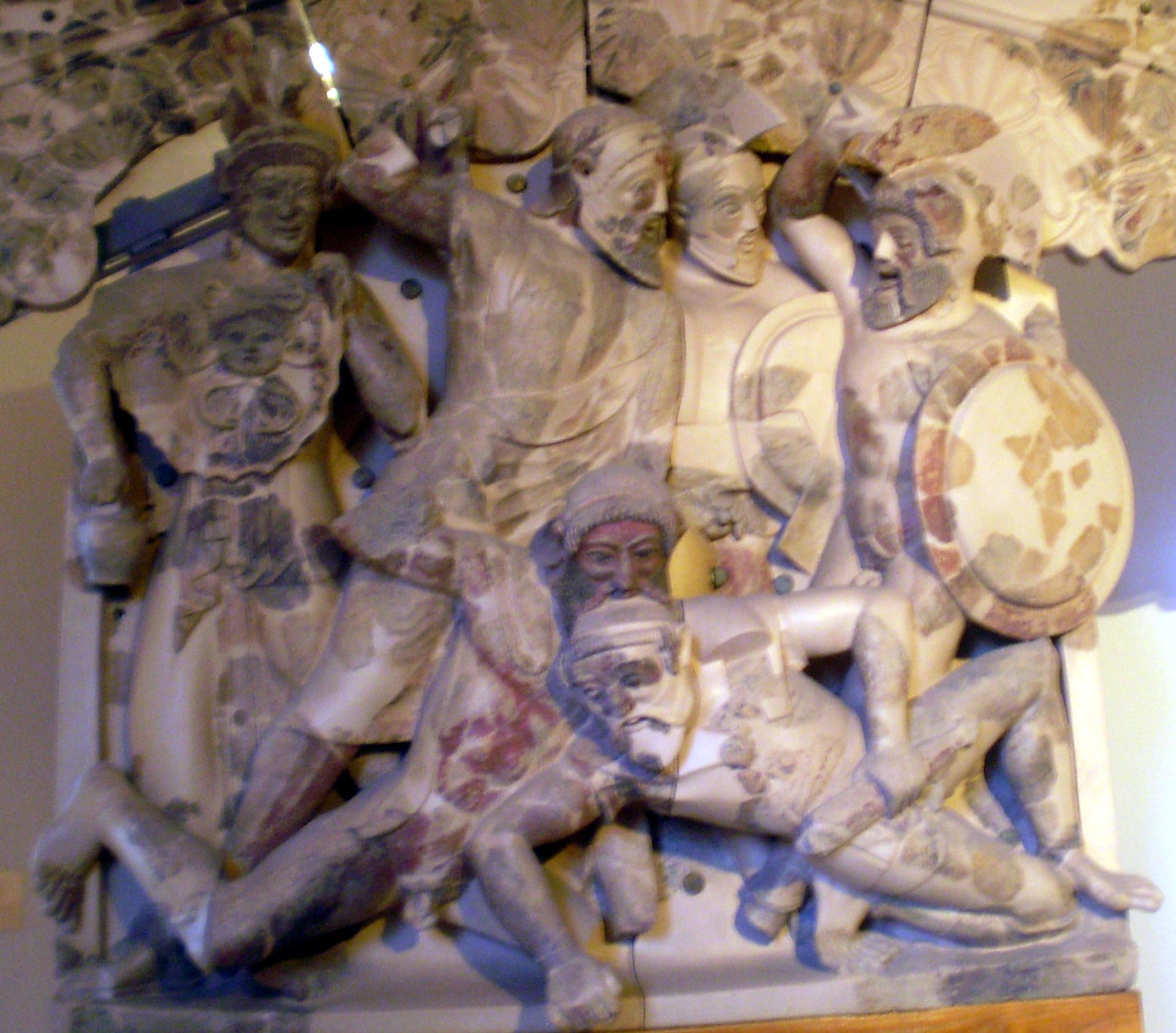
Detail van de mythologische scène van de Zeven tegen Thebe, uit het gebied van tempel A in Pyrgi, midden 5e eeuw v.Chr.

## Het heiligdom van Leukothea
Van de Etruskische nederzetting zijn slechts weinig huisfundamenten overgebleven, en de Romeinse rechthoekige kolonie ligt gedeeltelijk onder de middeleeuwse burcht van Santa Severa. In het bijzonder imposant is het opgegraven heiligdom, dat uit twee tempels (A en B), een altaar (C) en een gebouwencomplex met meerdere kleine kamers bestaat. De vroegste tempel (B) stamt uit de late 6e eeuw v.Chr. De tempel toont de eerste schreden op weg naar de monumentale vormgeving van de ruimte en werd, vermoedelijk naar Grieks voorbeeld, in de stijl van Peripteros gebouwd. De tempel is verdeeld in een cella met pronaos, omgeven door een zuilengalerij. De tweede tempel (A) werd rond 480 v.Chr. opgericht en komt overeen met de zuilengalerij (pars antica). Beide tempels stonden parallel aan elkaar en waren met de voorkant naar de zee gericht, richting zuidwesten. Tussen beide bevond zich het altaar (C), die uit dezelfde tijd als tempel (B) stamt. Aangezien de voormalige gebouwen uit hout en tufsteen bestond, zijn alleen de fundamenten en delen van de versieringen bewaart gebleven. De daken waren rijkelijk met antefixen en andere terracotta ornamenten versierd. Bijzonder zijn de fragmenten van een antepagment, die een scène uit de verhalencyclus van de zeven tegen Thebe toont. De resten van deze tempel bevinden zich thans in het Museo Nazionale Etrusco di Villa Giulia te Rome.

## De goudenplaatjes van Pyrgi

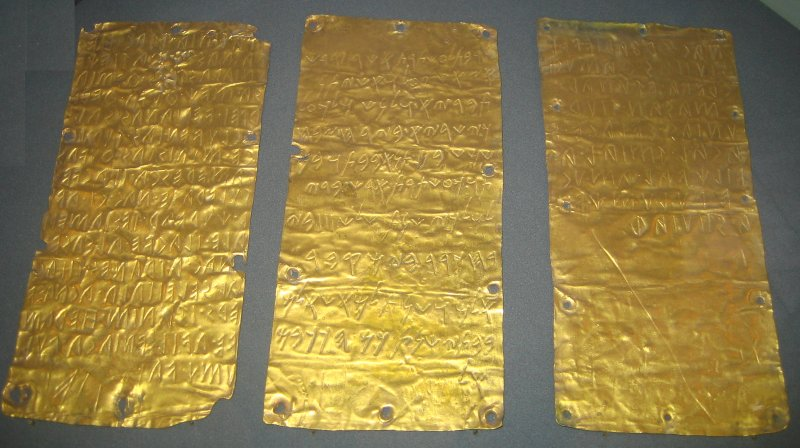
Pyrgi tabletten

In 1964 brachten de opgravingen van Massimo Pallottino drie dunne goudbladeren naar boven, waarvan twee in het Etruskisch en een in het Fenicisch beschreven, met vergelijkbare inhoud. De goudbladeren bevinden zich in de Villa Giulia in Rome.